# Pedregal (Panama, Panamá)
Pour les articles homonymes, voir Pedregal.
Pedregal est un corregimiento situé dans le district de Panamá, au Panama.

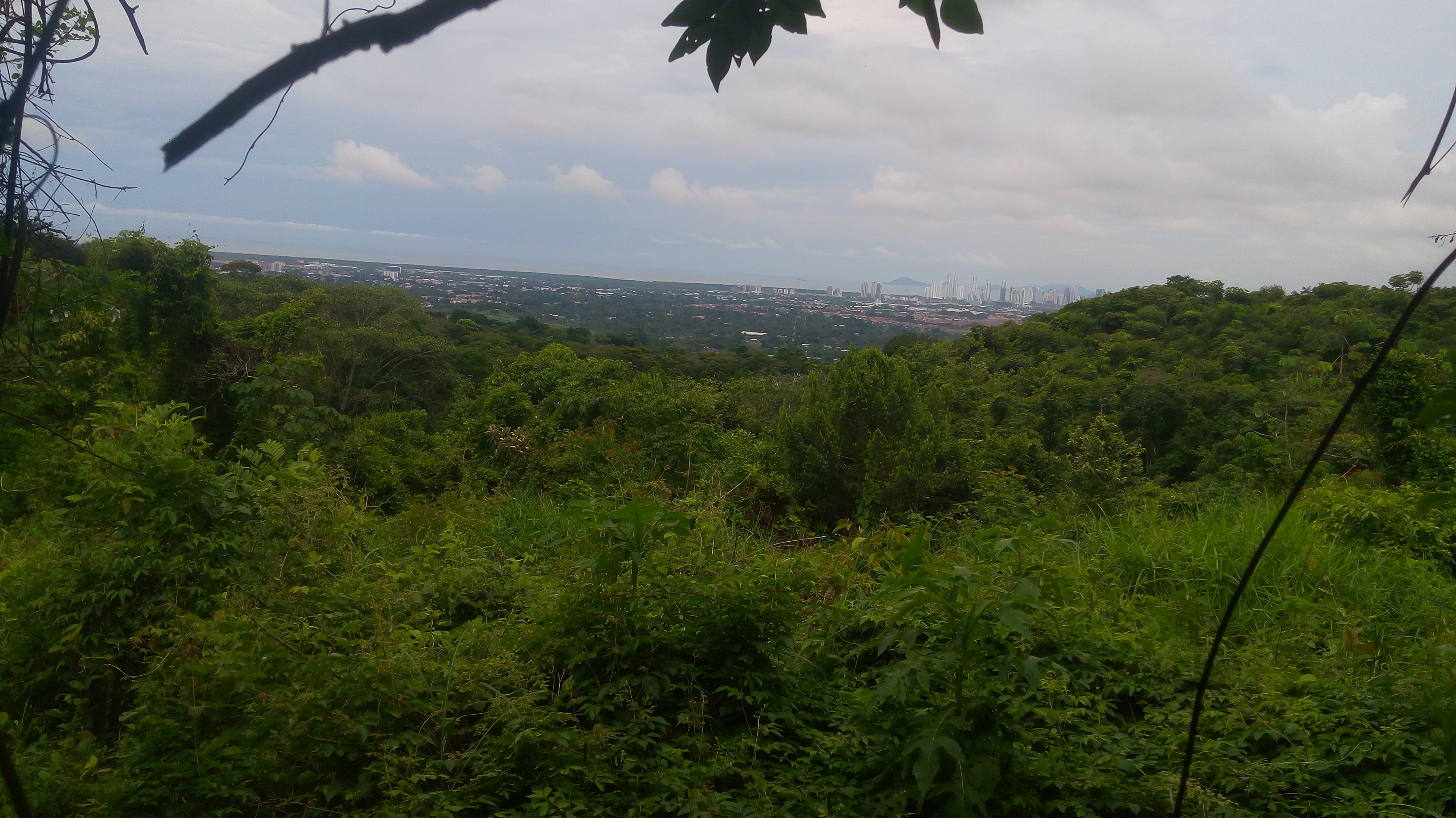
Vue d'Altos de Pedregal à Panama City